# Jay Cooke
Jay Cooke (Sandusky, 1821. augusztus 10. – Ogontz, 1905. február 16. vagy 1905. február 18.) amerikai üzletember volt, aki az amerikai polgárháború idején segítette az Unió háborús erőfeszítéseinek finanszírozását, valamint a háború utáni vasútfejlesztést az Egyesült Államok északnyugati részén. Általánosan elismert, hogy ő volt az első jelentős befektetési bankár az Egyesült Államokban és az első bróker-kereskedő cég megteremtője.

## Northern Pacific Railway
Az amerikai polgárháború után Cooke érdeklődést mutatott az északnyugati területek fejlesztése iránt, és 1870-ben cége finanszírozta az észak-csendes-óceáni vasútvonal megépítését. Cooke beleszeretett a minnesotai Duluthba, és elhatározta, hogy sikeressé kell tennie, egy "új Chicagóvá". E célból vasútvonalakat kezdett vásárolni azzal az álommal, hogy elérje a Csendes-óceánt, hogy az árukat Duluthon keresztül a Nagy-tavak hajózási rendszerébe szállítsa és továbbvigye az európai piacokra. A munkához szükséges pénz előlegezésekor a cég túlbecsülte a tőkéjét, és az 1873-as pénzügyi pánik közeledtével kénytelen volt felfüggeszteni működését. Cooke maga is csődbe ment.

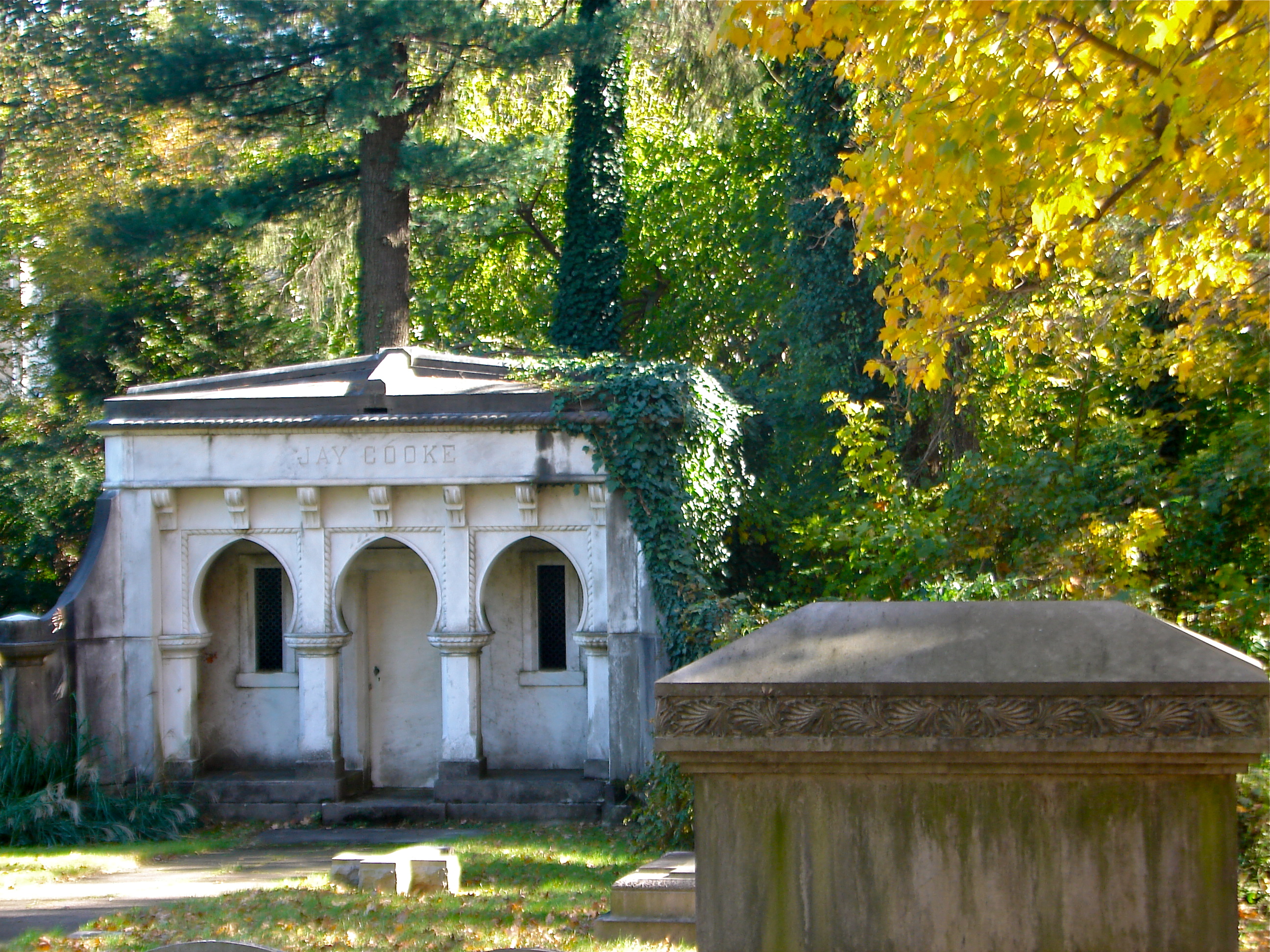
Jay Cooke mauzóleuma az Elkins Parkban, az általa alapított Szent Pál püspöki templom mögött

Jay Cooke nagymértékben érintett a kanadai kormány pénzügyi botrányaiban, ami miatt John A. Macdonald miniszterelnök az 1873-as választásokon elvesztette hivatalát. Cooke részvényeit a Northern Pacific Railwayben George Stephen és Donald Smith fillérekért vásárolta meg, majd befejezte a Canadian Pacific Railway építését.
Az 1860-as évek közepén Cooke bevonta a cégbe vejét, Charles D. Barney-t. Miután a Jay Cooke & Company az 1873-as pánikban összeomlott, Barney újjászervezte a céget. Chas. D. Barney & Co. néven. Jay Cooke, Jr. - Cooke fia és Barney sógora - kisebbségi partnerként csatlakozott az új céghez.
1880-ra Cooke minden pénzügyi kötelezettségének eleget tett, és az Utah állambeli Horn ezüstbányába való befektetése révén ismét gazdaggá vált. 1905. február 16-án halt meg a pennsylvaniai Cheltenham Township Ogontz (ma Elkins Park) városrészében.